# Рафтон, Джордж
Уи́льям Джордж Ра́фтон (англ. William George Roughton; 11 мая 1909, Манчестер — 7 июня 1989, Саутгемптон) — английский футболист и футбольный тренер. Играл за клубы «Хаддерсфилд Таун» и «Манчестер Юнайтед» в 1930-е годы. После окончания войны был главным тренером «Эксетер Сити» и «Саутгемптона».

## Карьера игрока
Начал профессиональную карьеру в клубе «Хаддерсфилд Таун». Играл на позиции защитника. В сезоне 1933/34 помог своему клубу занять второе место в чемпионате. Всего провёл за команду 171 матч.
10 сентября 1936 года перешёл в «Манчестер Юнайтед». Дебютировал за «красных» 12 сентября в манчестерском дерби на «Олд Траффорд», которое завершилось победой «Юнайтед» со счётом 3:2. По окончании сезона 1936/37 «Юнайтед» выбыл из Первого дивизиона, но уже по итогам следующего сезона смог вернуться в элитный английский дивизион. Отмечается, что в сезоне 1937/38 Рафтон был одним из ключевых игроков команды. Провёл за «Манчестер Юнайтед» три полных сезона, отыграв 92 матча, после чего официальные соревнования были прекращены в связи с началом войны.

## Тренерская карьера
После окончания войны Рафтон стал главным тренером в клубе «Эксетер Сити» (в сезоне 1945/46 сыграл за команду четыре матча в Кубке Англии). Под его руководством «греки» стабильно выступали в Третьем южном дивизионе, не добившись никаких успехов.
В марте 1952 года Рафтон был приглашён в «Саутгемптон», где заменил на посту главного тренера Сида Кэнна. Одновременно в «Эксетер» из «Саутгемптона» перешёл Норман Керкман, ставший там играющим тренером.
С Рафтоном во главе «святые» выбыли в Третий южный дивизион в сезоне 1952/53. В последующие два сезона «Саутгемптон» не смог вернуться во Второй дивизион, и в сентябре 1955 года был уволен. Его заменил Тед Бейтс, ставший впоследствии легендарной личностью для клуба.

## Статистика выступлений
| Клуб              | Сезон            | Лига | Лига | Кубок | Кубок | Итого | Итого |
| Клуб              | Сезон            | Игры | Голы | Игры  | Голы  | Игры  | Голы  |
| ----------------- | ---------------- | ---- | ---- | ----- | ----- | ----- | ----- |
| Хаддерсфилд Таун  | 1928/29          | 2    | 0    | 0     | 0     | 2     | 0     |
| Хаддерсфилд Таун  | 1929/30          | 20   | 0    | 0     | 0     | 20    | 0     |
| Хаддерсфилд Таун  | 1930/31          | 30   | 0    | 0     | 0     | 30    | 0     |
| Хаддерсфилд Таун  | 1931/32          | 18   | 0    | 1     | 0     | 19    | 0     |
| Хаддерсфилд Таун  | 1932/33          | 23   | 0    | 1     | 0     | 24    | 0     |
| Хаддерсфилд Таун  | 1933/34          | 29   | 0    | 3     | 0     | 32    | 0     |
| Хаддерсфилд Таун  | 1934/35          | 38   | 0    | 2     | 0     | 40    | 0     |
| Хаддерсфилд Таун  | 1935/36          | 4    | 0    | 0     | 0     | 4     | 0     |
| Хаддерсфилд Таун  | Итого            | 164  | 0    | 7     | 0     | 171   | 0     |
| Манчестер Юнайтед | 1936/37          | 33   | 0    | 2     | 0     | 35    | 0     |
| Манчестер Юнайтед | 1937/38          | 39   | 0    | 4     | 0     | 43    | 0     |
| Манчестер Юнайтед | 1938/39          | 14   | 0    | 0     | 0     | 14    | 0     |
| Манчестер Юнайтед | Итого            | 86   | 0    | 6     | 0     | 92    | 0     |
| Эксетер Сити      | 1945/46          | –    | –    | 4     | 0     | 4     | 0     |
| Эксетер Сити      | Итого            | 0    | 0    | 4     | 0     | 4     | 0     |
| Всего за карьеру  | Всего за карьеру | 250  | 0    | 17    | 0     | 267   | 0     |

## Тренерская статистика
| Эксетер Сити | Англия | 1 августа 1945 | 1 марта 1952    | 270 | 99 | 55 | 116 | 36,67 |
| Саутгемптон  | Англия | 1 марта 1952   | 1 сентября 1955 | 157 | 64 | 37 | 56  | 40,76 |